# Gniechowice (gromada)
Gniechowice – dawna gromada, czyli najmniejsza jednostka podziału terytorialnego Polskiej Rzeczypospolitej Ludowej w latach 1954–1972.
Gromady, z gromadzkimi radami narodowymi (GRN) jako organami władzy najniższego stopnia na wsi, funkcjonowały od reformy reorganizującej administrację wiejską przeprowadzonej jesienią 1954 do momentu ich zniesienia z dniem 1 stycznia 1973, tym samym wypierając organizację gminną w latach 1954–1972.
Gromadę Gniechowice z siedzibą GRN w Gniechowicach utworzono – jako jedną z 8759 gromad na obszarze Polski – w powiecie wrocławskim w woj. wrocławskim, na mocy uchwały nr 32/54 WRN we Wrocławiu z dnia 2 października 1954. W skład jednostki weszły obszary dotychczasowych gromad Gniechowice, Górzyce, Krzyształowice, Krzyżowice, Owsianka, Pustków Żurowski, Siedlakowice i Zachowice ze zniesionej gminy Gniechowice oraz obszar dotychczasowej gromady Czerńczyce ze zniesionej gminy Kąty Wrocławskie w tymże powiecie. Dla gromady ustalono 27 członków gromadzkiej rady narodowej.
1 stycznia 1960 do gromady Gniechowice włączono Solna i Olbrachtowice ze zniesionej gromady Ręków w tymże powiecie.
Gromada przetrwała do końca 1972 roku, czyli do kolejnej reformy gminnej.